# チャイナタウン (映画)
『チャイナタウン』（原題: Chinatown）は、ロマン・ポランスキーが監督した1974年のアメリカ映画。

## 概要
1930年代後半のカリフォルニア州ロサンゼルスを舞台に、私立探偵が偶然にも関わってしまった殺人事件を通じ、誰にも変えられない運命の綾に踊らされる姿を描いたフィルム・ノワールである。
1930年代当時のカリフォルニア州ではロサンゼルス上水路に絡む水利権や供給問題により水不足が深刻化しており、後にカリフォルニア水戦争と呼ばれる社会問題が発生していた（カリフォルニア州の政治を参照）。本作では、水源開発スキャンダル「オーエンズバレーレイプ事件（The Rape of Owens Valley）」をプロットに取り入れることで、ファッションや文化の入念な時代考証と併せて、単なる懐古趣味に留まらないリアリティのあるドラマを構築している。
原案・脚本を手がけたロバート・タウンにとっても代表作というべき作品であり、彼は本作によって、アカデミー脚本賞と1975年のエドガー賞（映画脚本賞）を受賞している。1991年にはアメリカ国立フィルム登録簿にも登録された。
タイトルの「チャイナタウン」は、主人公がかつて警官だった時代にパトロールした下町であり、作中でも短いシークエンスながら登場して、印象的なシーンの背景となっている。

## ストーリー
ロサンゼルスの私立探偵ジェイク・ギテスは「モーレイ夫人」と名乗る女性に依頼され、市の水道局幹部であるホリス・モーレイの身辺調査をすることになった。
尾行の結果、ジェイクはホリスが若いブロンドの女性と逢っている様子を写真に撮影する。だがホリスのスキャンダルはすぐに新聞にすっぱ抜かれ、更にホリス自身も何者かに殺害されてしまった。しかも最初にモーレイ夫人を名乗って調査依頼してきた女は別人と判明する。
ジェイクは独自に事件の真相に迫ろうとするが、そこで見たのはロサンゼルスの水道利権を巡る巨大な陰謀と、ホリスの妻エヴリン、そして彼女の父である影の有力者ノア・クロスを中心とした人々の、愛憎半ばする異常な過去だった。

## キャスト
| 役名                 | 俳優                   | 日本語吹替                                       |
| 役名                 | 俳優                   | テレビ東京版                                     |
| -------------------- | ---------------------- | ------------------------------------------------ |
| ジェイク・ギテス     | ジャック・ニコルソン   | 瑳川哲朗                                         |
| エヴリン・モーレイ   | フェイ・ダナウェイ     | 小沢寿美恵                                       |
| ノア・クロス         | ジョン・ヒューストン   | 上田敏也                                         |
| カーリー             | バート・ヤング         | 峰恵研                                           |
| エスコバー警部       | ペリー・ロペス         | 玄田哲章                                         |
| イェルバートン       | ジョン・ヒラーマン     | 藤本譲                                           |
| ホリス・モーレイ     | ダレル・ツワーリング   | 石井敏郎                                         |
| アイダ・セッションズ | ダイアン・ラッド       | 鳳芳野                                           |
| ローチ               | リチャード・バカリアン | 池田勝                                           |
| ナイフ男             | ロマン・ポランスキー   | 西村知道                                         |
| 不明 その他          |                        | 西川幾雄 村越伊知郎 笹岡繁蔵 屋良有作 塚田恵美子 |
|                      |                        |                                                  |
| 演出                 |                        |                                                  |
| 翻訳                 | 翻訳                   | 飯嶋永昭                                         |
| 効果                 |                        |                                                  |
| 調整                 |                        |                                                  |
| 制作                 | 制作                   | 東北新社                                         |
| 解説                 | 解説                   | 山城新伍                                         |
| 初回放送             | 初回放送               | 1981年12月31日 『木曜洋画劇場』                  |

※日本語吹替は2時間半の拡大枠で放映されておりDVD未収録。字幕翻訳：高瀬鎮夫

## 受賞・ノミネート

### 受賞
- アカデミー脚本賞（ロバート・タウン）
- ゴールデングローブ賞 作品賞 (ドラマ部門)
- ゴールデングローブ賞 主演男優賞 (ドラマ部門)（ジャック・ニコルソン）
- ゴールデングローブ賞 監督賞（ロマン・ポランスキー）
- ゴールデングローブ賞 脚本賞（ロバート・タウン）

### ノミネート
- アカデミー作品賞
- アカデミー監督賞（ロマン・ポランスキー）
- アカデミー主演男優賞（ジャック・ニコルソン）
- アカデミー主演女優賞（フェイ・ダナウェイ）
- アカデミー編集賞
- アカデミー美術賞
- アカデミー衣装デザイン賞
- アカデミー撮影賞
- アカデミー録音賞
- アカデミー作曲賞 （ジェリー・ゴールドスミス）
- ゴールデングローブ賞 助演男優賞 ドラマ部門（ジョン・ヒューストン）
- ゴールデングローブ賞 主演女優賞 (ドラマ部門)（フェイ・ダナウェイ）
- ゴールデングローブ賞 作曲賞（ジェリー・ゴールドスミス）

## エピソード
- ロサンゼルス政界の黒幕ノア・クロスを演じたジョン・ヒューストンは、『マルタの鷹』などの古典的フィルム・ノワールの傑作を監督したハリウッドの巨匠として知られるが、その傍ら個性派のバイプレイヤーとして映画出演もこなしていた。彼の娘で女優であるアンジェリカ・ヒューストンは当時ジャック・ニコルソンの恋人であり、その縁もあって本作への出演が実現した。フィルム・ノワールの名監督が『チャイナタウン』という同ジャンルの悪役として出演していることに、キャスティングの妙味がある。さらに劇中でヒューストンがニコルソンに向かって「娘と寝たのか？」と訊くセリフがあるが、これが意味深だということで、話題になった。

- 金も権力も手に入れたずる賢い老人ノア・クロスを実にふてぶてしく演じたヒューストンは、主役のニコルソンにも劣らぬ異様な存在感を漂わせた。本作は彼の俳優としての代表作となり、強欲で冷酷な男ノア・クロスはハリウッド映画史上屈指の悪役キャラクターに数えられている。

- プロデューサーのロバート・エヴァンスは、パラマウントの社長として『ゴッドファーザー』をはじめ数々のヒット作を世に送り出し、カリスマプロデューサーと呼ばれた。退社して独立プロダクションを興し、第一作に本作を選んだ。

- ニコルソンは、原案・脚本を担当したロバート・タウンと親しく、彼のために製作を後押しした。エヴリン役に誰をキャスティングしたらいいか悩んでいたエヴァンスには、「何をしでかすかわからない雰囲気がある」とフェイ・ダナウェイを推した。

- ロマン・ポランスキーはエヴァンスから演出を頼まれたが気乗りせず、返答を保留していた。ポランスキーが撮影を終えたばかりの『欲望の館』を試写で見たエヴァンスは、この映画の興行収入と同額のギャラを支払うと持ちかけ、契約にこぎつける。同作の出来がひどかったので、一計を案じたのだ。後日、公開された映画は興行的に失敗し、ポランスキーを大いに悔しがらせた。

- 撮影中は、ポランスキーの意固地で横暴な性格が次々にトラブルを巻き起こし、エヴァンスの頭を悩ませ続けた逸話は、今も語り草になっている。特に脚本の執筆中、物語の結末を巡って、ポランスキーとタウンは激しく対立した。ポランスキーは悲劇的な結末を主張するが、タウンはハッピーエンドにしたいと言って譲らなかった。物語のラストでエヴリン役のダナウェイが死ななかったら、凡庸な映画になってしまうとポランスキーがあくまで主張を曲げなかったため、最終的にタウンは渋々従った。脚本があまりに難解だと業界で話題になり、エヴァンスは何人もの親しいプロデューサーから製作を思いとどまるよう勧められたという。

- 本作の音楽をジェリー・ゴールドスミスが作曲した経緯には驚異的なエピソードが伴っていた。既に別の作曲家フィリップ・ランブロによって作曲・録音済みだった音楽をつけての試写に際し、ポランスキー監督と親しかったハリウッド映画音楽業界のベテラン作曲家ブロニスラウ・ケイパーが立ち会った。彼は映画を評価したものの、音楽が良くないとの意見を示したという。これを受けたロバート・エヴァンスはランブロによるスコアを外し、映画公開まで僅か2週間というタイミングで、急遽ピンチヒッターとしてゴールドスミスに音楽の作曲を依頼した。これに応じた彼は、新たな作曲・編曲、トランペッターのユアン・レイシーのソロをフィーチャーした重厚なストリングス演奏を録音までわずか10日ほどで仕上げ、公開に間に合わせた。その結果本作は1974年のアカデミー作曲賞にノミネートされている（ゴールドスミスがアカデミー作曲賞を受賞するのは1976年の「オーメン」である）。ランブロによる元の楽曲は予告編で聴くことが出来る。

- 本作に対して「（当時は通常であった黒人差別を批判されたくないため）黒人が殆ど登場しない」という批判が一部にある。

- 脚本家のシド・フィールドは自身の著書にして脚本家のためのテキスト『映画を書くためにあなたがしなければならないこと』（原題: Screenplay–The Foundations of Screenwriting）において、優れた脚本の例として度々本作を挙げ絶賛している。

- 貯水池でジェイクの鼻をナイフで切ったチンピラはポランスキー自身が演じており、「ナイフを持った男」としてクレジットされている。

- 公開後の1977年、ポランスキーは未成年少女との淫行容疑で逮捕され、保釈後にヨーロッパに出国したため、本作が2024年時点で最後のアメリカで制作した作品となっている。

- クロス邸の庭師（ジェリー藤川）は、ギテスに強い日本語訛りで「Bad for glass.（ガラスに悪い）」と話し掛ける。ギテスはこの時点では庭師が何を言っているのか分からなかった。後のシーンで庭師が「Salt water very bad for grass.（塩水はとても芝に悪い）」と言い直したので、日本人はLとRの発音が区別出来ておらず、実際に言いたかったのはglass（ガラス）ではなくgrass（芝）だったことに気付き、これが事件の真相解明に繋がる[2]。

## 続編
本作品の脚本家であるロバート・タウンは、当初私立探偵ジェイク・ギテスを主人公にした「影のロサンゼルス近代史」とも言うべき三部作の構想を持っており、『チャイナタウン』はその第一作目に相当するという。1990年に続編である『黄昏のチャイナタウン』（原題：The Two Jakes）がジャック・ニコルソン主演&監督で公開されたが、興行的に成功したとはいえず、そのためか現在に至るまで第三作目は製作されずじまいである。